# Ixcatepec, Veracruz
Ixcatepec är en ort i Mexiko.   Den ligger i kommunen Ixcatepec och delstaten Veracruz, i den sydöstra delen av landet, 230 km nordost om huvudstaden Mexico City. Ixcatepec ligger 208 meter över havet och antalet invånare är 3 975.
Terrängen runt Ixcatepec är platt åt nordväst, men åt sydost är den kuperad. Runt Ixcatepec är det ganska tätbefolkat, med 80 invånare per kvadratkilometer. Närmaste större samhälle är Tepetzintla, 17,9 km sydost om Ixcatepec. Trakten runt Ixcatepec består till största delen av jordbruksmark.